# Giuseppe Sorge
Giuseppe Sorge Nola (Sutera, 23 gennaio 1857 – Palermo, 13 febbraio 1937) è stato un prefetto e storico italiano.
Fu direttore generale della pubblica sicurezza del Regno d'Italia.
Precedentemente al R. D. del 27 aprile 1916, il cognome era Sorce.

## Biografia
Proveniva da un'agiata e colta famiglia borghese di Mussomeli. Figlio di Carmelo Sorce (1820-1896), amministratore dei beni dei principi Lanza di Trabia e di Maria Crocifissa Nola, fratello - fra gli altri - di Michele (prefetto di Fiume) e di Francesco (deputato del Regno d'Italia). Nel 1884 si sposò con Maria Carolina Crima (1862-1917), nipote di Paolo Paternostro, deceduta durante la prima guerra mondiale per fatale contagio contratto nell'ospedale di Brescia dove si prodigava come crocerossina.
Giuseppe, dopo gli studi compiuti presso il collegio San Rocco di Palermo, si laureò in giurisprudenza presso l'Università della stessa città. 
Entrato in servizio nell'amministrazione dell'Interno il 12 maggio 1880, venne nominato Regio delegato straordinario di Bronte (CT) nel 1887, durante l'epidemia di colera. Nel 1892 il Sorge venne nominato regio delegato ad Acireale e poco dopo Sottoprefetto di Termini Imerese (1893-94); in tale veste, fu coinvolto nella sanguinosa repressione dei Fasci Siciliani.
Fu in seguito nominato prefetto di Girgenti (1º ottobre 1904 - 15 aprile 1907) e successivamente di Lecce (5 aprile 1907 - 1º ottobre 1909) ove costituì un consorzio per il servizio di vigilanza igienica nella provincia di Terra d'Otranto. 
Nel 1909 venne nominato prefetto di Brescia (1º ottobre 1909 - 1º gennaio 1912) e nel 1912 di Napoli (1º gennaio 1912 - 16 maggio 1914) ove viene nominato Prefetto di prima classe (22 maggio 1913). Riassegnato a Brescia (1º ottobre 1915 - 1º settembre 1917). In seguito assegnato a Venezia (1º settembre 1917 - 1º novembre 1917) ove fu collocato a disposizione del Ministero dell'Interno che lo nominò Direttore generale della Pubblica sicurezza (29 settembre 1917 - 10 marzo 1919) sotto il Ministero Orlando. 
Cessò dall'incarico il 25 febbraio 1919.
Morì a Palermo il 13 febbraio 1937. Venne sepolto al Cimitero di Sant'Orsola, accanto alla moglie Maria Carolina Crima.
Il Sorge è ricordato anche come valente storico per gli studi sul suo paese natale, che furono oggetto di pubblicazioni molto apprezzate per il rigore con il quale vennero condotte.

## Opere
- "Mussomeli dall'origine all'abolizione della feudalità, 1910-1916" (Catania, Niccolò Giannotta Editore, 1916 poi Edizioni Ristampe Siciliane, Palermo 1982.)
- "Il cantore di Rosa fresca: divagazioni d'un dilettante" (Palermo, Tipografia Michele Montaina, 1925)
- "I Teatri di Palermo nei secoli XVI-XVII-XVIII, Saggio Storico" (Palermo, Industrie Riunite Editoriali Siciliane, 1926, pp. 419, in-8, m.tela)
- "Mussomeli nel secolo XIX, Cronache dal 1812 al 1900" (Palermo, Tipografia Michele Montaina, 1931)

## Lettere e carteggi
- "Sulle dimostrazioni antiaustriache del 1914 - Lettera aperta a S.E. Antonio Salandra" (Palermo, Industrie Riunite Editoriali Siciliane, 1926)
- "Testimonianza resa al tribunale di Palermo da Giuseppe Sorge quale direttore generale di P.S. il 1º ottobre 1917 in relazione al magazzino dei generi requisiti a navi nemiche " (Archivio Storico della Camera dei deputati, Archivio della Camera Regia 1848-1943, Commissioni parlamentari d'inchiesta)
- "Sull'azione spiegata dal Ministero dell'Interno e dalle Prefetture per l'applicazione della Legge 19 giugno 1913 n. 632 contro l'alcoolismo" relazione presentata alla Commissione di Statistica e Legislazione presso il Ministero di Grazia e Giustizia e dei Culti nella sessione dell'aprile-maggio 1918 (Roma. Tipografia L. Cecchini, 1919)
- "Relazione al Consiglio comunale di Bronte" (Palermo, Tipografia f.lli Puglisi, 1887) letta nella tornata del 26 novembre 1887 dal regio delegato straordinario avv. Giuseppe Sorge
- Lettera a G.Lodi (4 ottobre 1904 -  Società Siciliana per la Storia Patria)
- Lettera a Luigi Sturzo (7 novembre 1918 - Archivio Beni di Stato)